# Дальневосточный государственный университет путей сообщения

Спортивный комплекс

Здание лабораторного корпуса

Федеральное государственное бюджетное образовательное учреждение высшего образования «Дальневосточный государственный университет путей сообщения» — высшее учебное заведение в Хабаровске.

Учредителем ДВГУПС является Правительство Российской Федерации. Полномочия учредителя ДВГУПС осуществляет Федеральное агентство железнодорожного транспорта (Росжелдор).

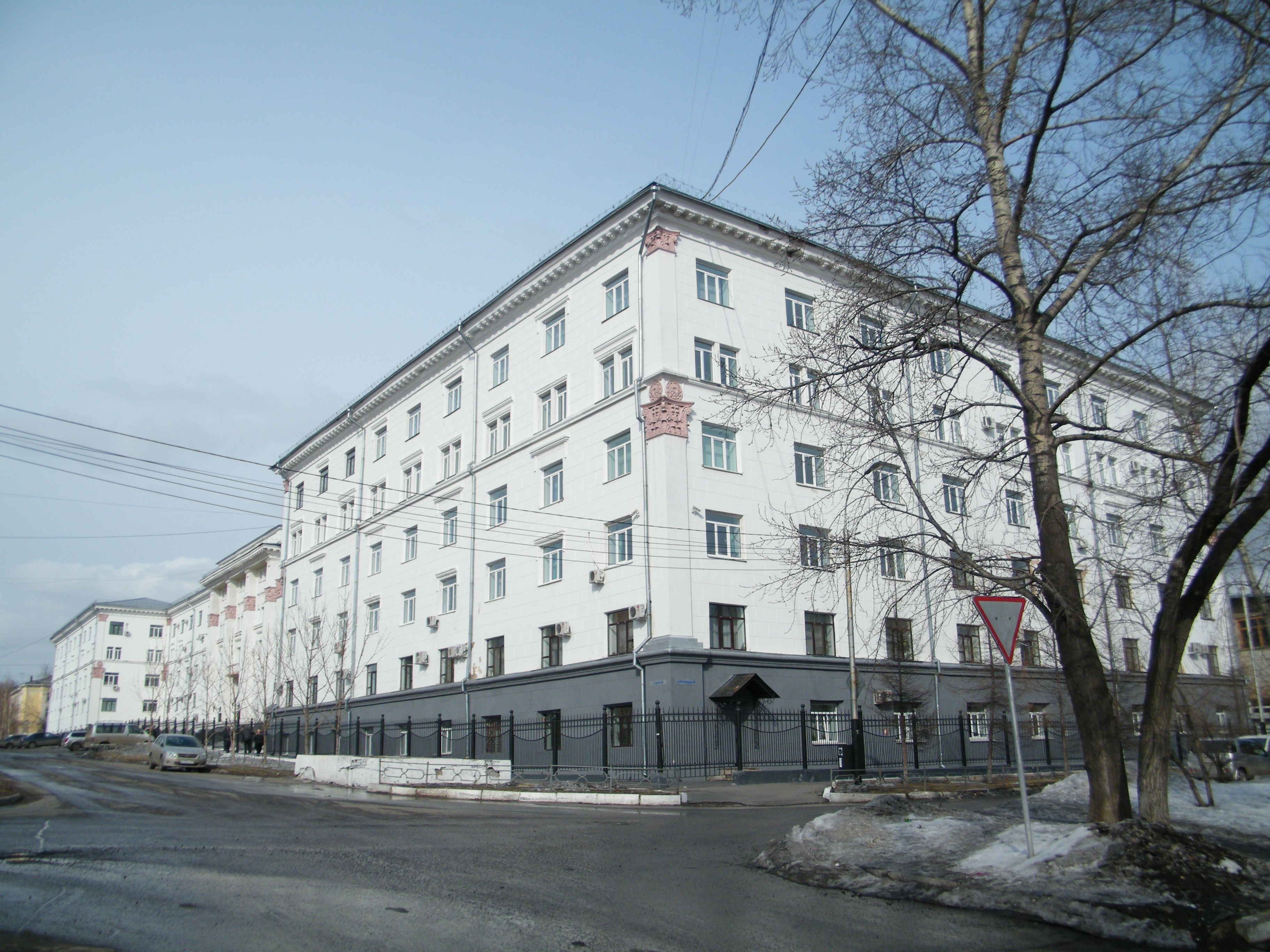
Здание старого (довоенного) учебного корпуса. Ныне - второй учебный корпус

## История

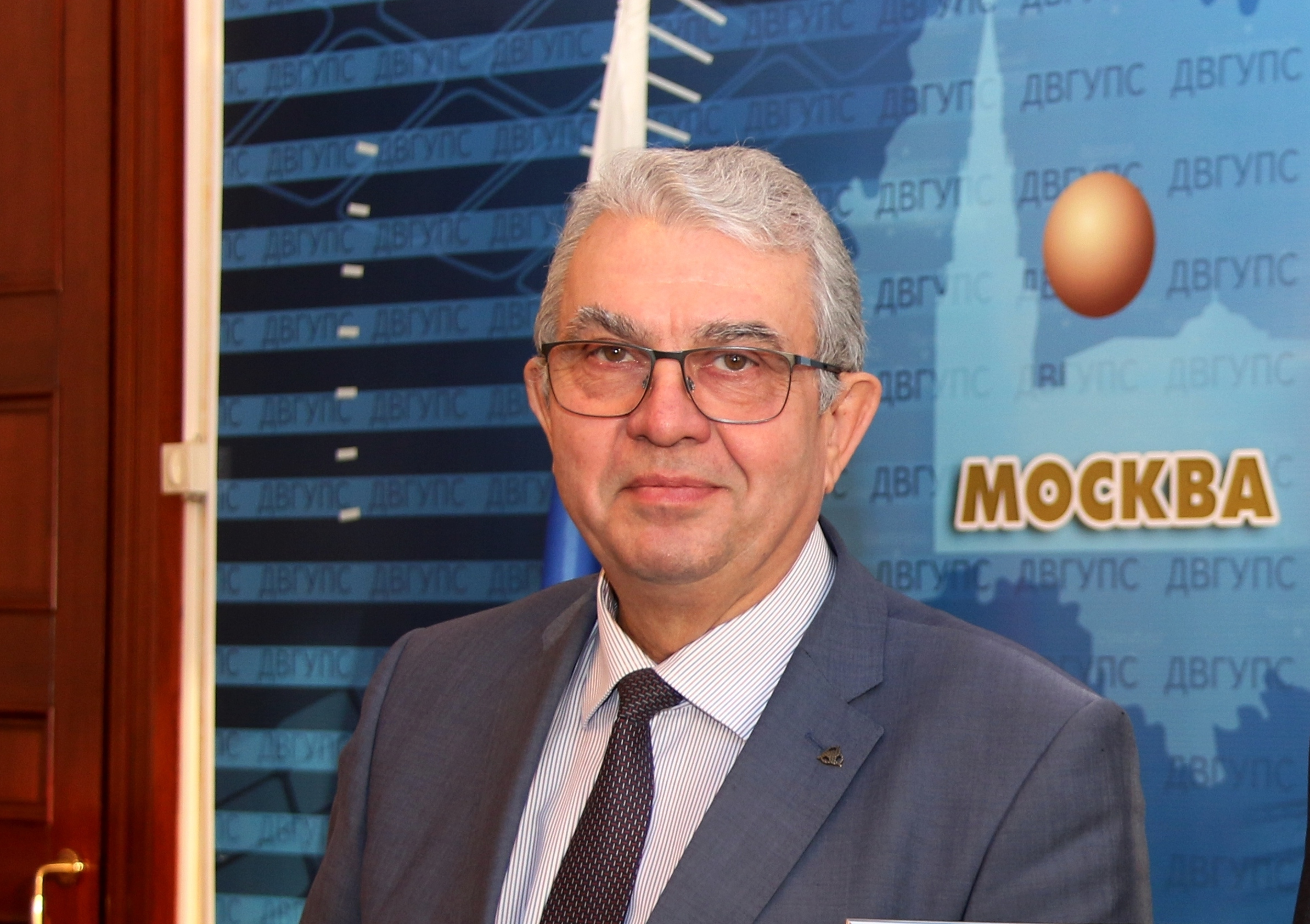
Юрий Анатольевич Давыдов

В декабре 2007 г. ректором стал доктор технических наук, профессор Борис Евгеньевич Дынькин.
С марта 2015 г. по 27.12.2020 ректором ДВГУПС являлся доктор технических наук, профессор Юрий Анатольевич Давыдов.
В октябре 2017 г. был сдан в эксплуатацию новый стадион в спортивном комплексе ДВГУПС.
С 27 декабря 2020 года и. о. ректора ДВГУПС назначен Ганус Андрей Николаевич.
С 15 июня 2021 года ректором ДВГУПС назначен Буровцев Владимир Викторович.
В 2022 году ДВГУПС стал победителем федерального проекта «Профессионалитет». На базе Байкало-Амурского института железнодорожного транспорта — филиала ДВГУПС в г. Тынде и Хабаровского техникум железнодорожного транспорта ДВГУПС образованы Байкало-Амурский и Хабаровский отраслевой образовательно-производственный центр (кластер) железнодорожного транспорта совместно с ОАО «РЖД».
В 2023 году ДВГУПС вошёл в Дальневосточный трек Программы стратегического академического лидерства «Приоритет-2030».

## Институты, факультеты и кафедры[1]
- Институт тяги и подвижного состава

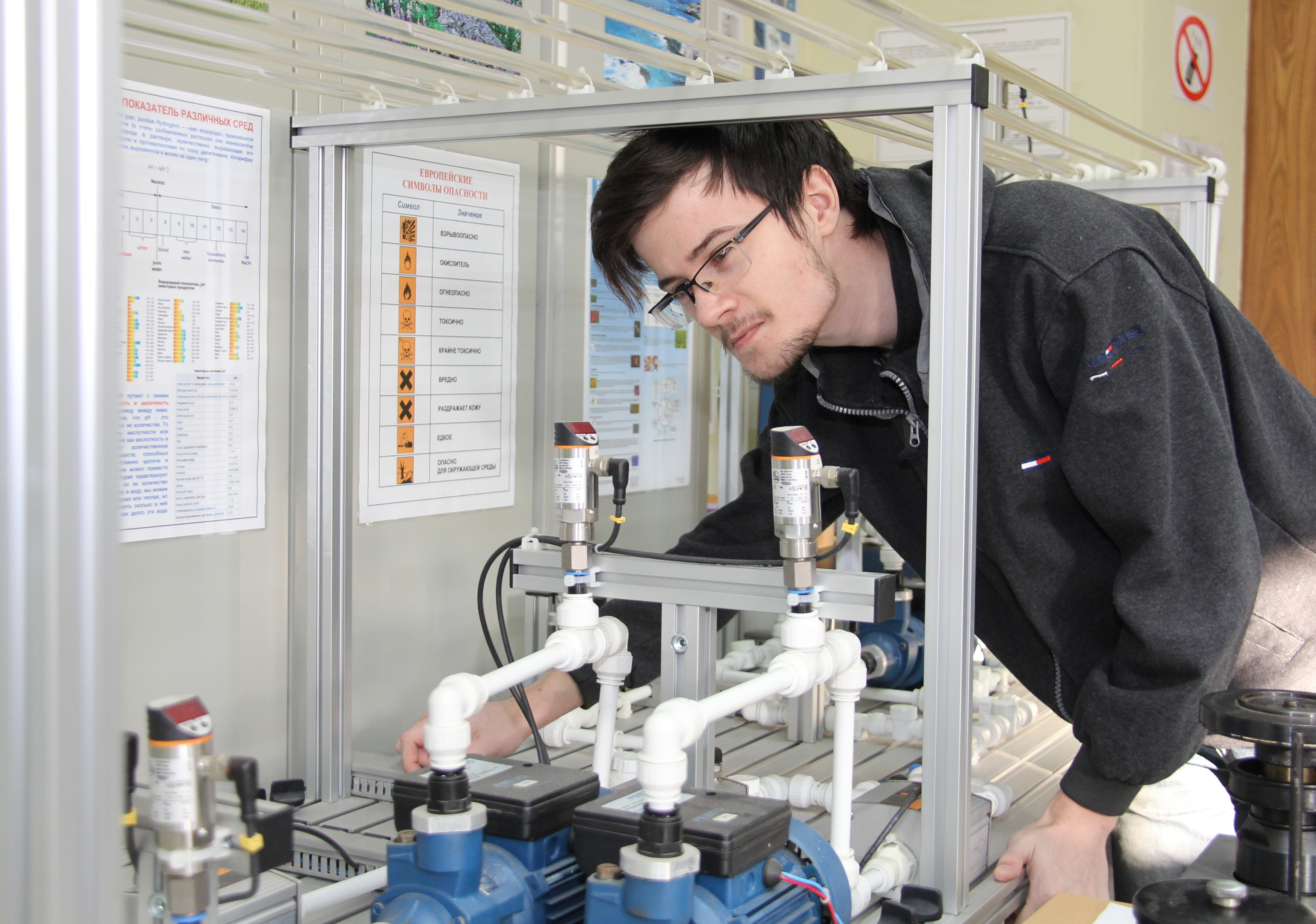
В лаборатории кафедры "Гидравлика и водоснабжение"

- Институт управления, автоматизации и телекоммуникаций
- Институт экономики
- Институт транспортного строительства
- Институт воздушных сообщений и мультитранспортных технологий
- Электроэнергетический институт
- Социально-гуманитарный институт
- Естественно-научный институт
- Российско-китайский транспортный институт
- Хабаровский техникум железнодорожного транспорта
- Военный учебный центр
- Институт интегрированных форм обучения (заочное обучение)
- Институт дополнительного образования

## Награды
В 2007 г. ДВГУПС удостоен Национальной общественной премии транспортной отрасли России «Золотая Колесница» в номинации «Лидер российской транспортной науки и образования». 

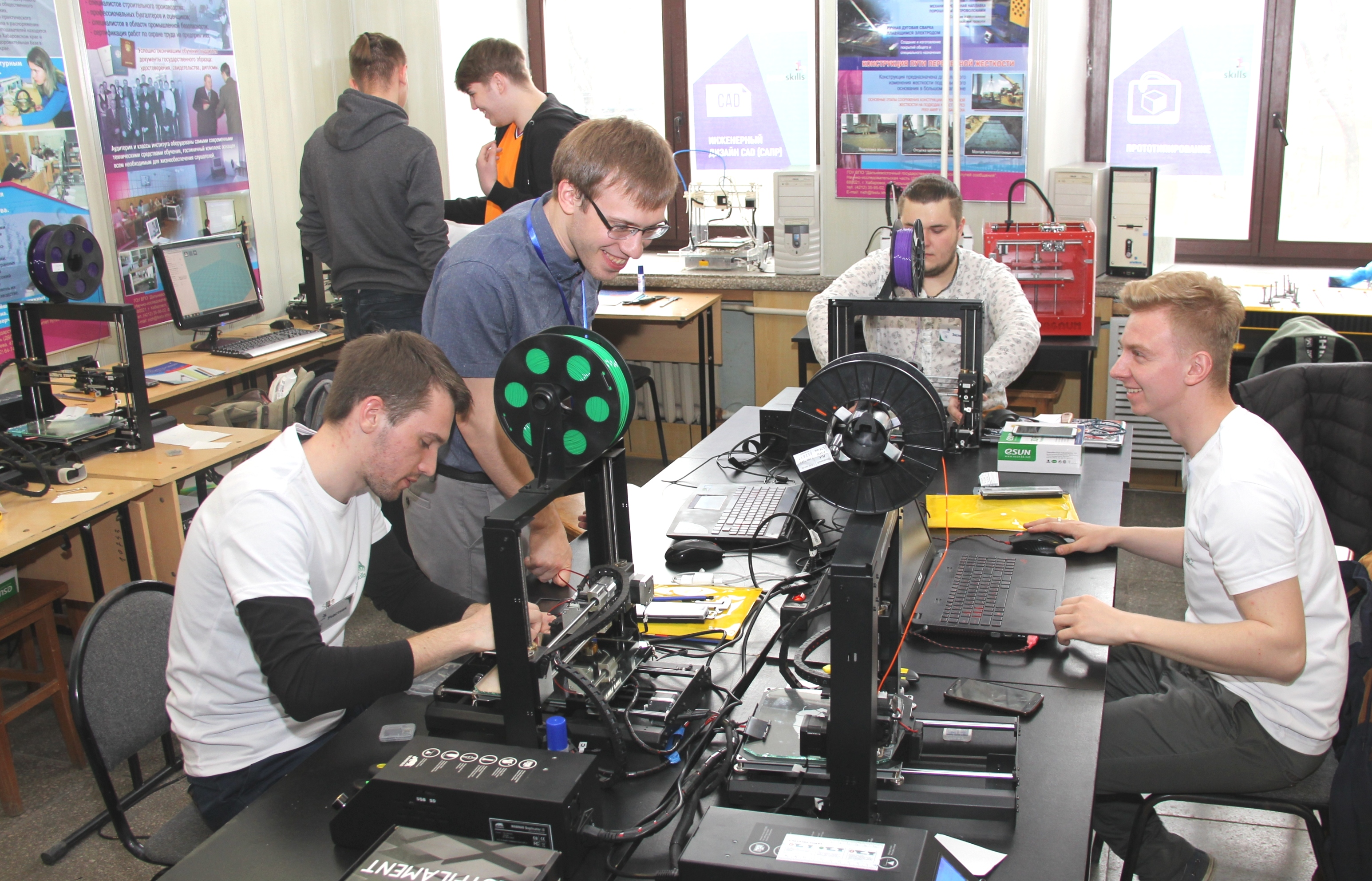
В конструкторском бюро Студенческого научного общества ДВГУПС

В мае 2018 года ДВГУПС награждён Золотым знаком "Всероссийская марка (3 тысячелетие). Знак качества XXI века".
В декабре 2018 года ДВГУПС награждён Платиновым знаком "Всероссийская марка (3 тысячелетие). Знак качества XXI века".

## Известные выпускники[3]
- Фадеев, Геннадий Матвеевич — министр путей сообщения, первый президент ОАО «РЖД»
- Фалалеев, Геннадий Васильевич — заместитель министра транспортного строительства СССР (1985—1991)
- Соколов, Александр Николаевич — мэр г. Хабаровска (2000—2018)
- Цыденов, Алексей Самбуевич — Глава Республики Бурятия. С декабря 2011 по июнь 2012 г. — руководитель Федерального агентства железнодорожного транспорта; с мая 2012 по февраль 2017 г. — заместитель министра транспорта РФ; с февраля 2017 г. — Глава Республики Бурятия.
- Даниловский, Михаил Павлович — первый ректор Хабаровского политехнического института
- Владимир Бондаренко — Чемпион мира, Европы и России по силовому троеборью.
- Заиченко, Михаил Михайлович — начальник Дальневосточной железной дороги.
- Бабаев, Салман Магомедрасулович — вице-президент ОАО «РЖД».
- Березуцкий, Юрий Николаевич — Депутат Государственной думы Федерального Собрания Российской Федерации.
- Воробьёв, Николай Константинович — главный инженер Центральной дирекции по ремонту грузовых вагонов ОАО «РЖД». В 1997—2001 гг. — начальник Забайкальской железной дороги.
- Довгялло, Александр Иванович — начальник Забайкальской железной дороги с 1986—1995 гг.
- Поддавашкин, Эдуард Сергеевич — бывший заместитель министра путей сообщения РФ.
- Потапов, Леонид Васильевич — первый президент Республики Бурятия (1994—2007).
- Тишкин, Сергей Васильевич — начальник Сахалинской железной дороги.
- Хохряков, Виктор Николаевич — начальник Забайкальской железной дороги.
- Шиповалов, Юрий Геннадьевич — начальник Красноярской железной дороги.